# زاگرس‌جت
زاگرس‌جت (به انگلیسی: Zagrosjet) یک شرکت هواپیمایی با کد یاتا Z4 است که در تاریخ ۱ اکتبر ۲۰۰۵ میلادی تأسیس شده است.
دفتر مرکزی زاگرس‌جت در اربیل، عراق واقع شده‌است و به ۷ مقصد، پرواز مستقیم انجام می‌دهد.